# Marquês da Ribeira Grande
Marquês da Ribeira Grande é um título nobiliárquico português criado por D. Fernando II de Portugal, Regente durante a menoridade de D. Pedro V de Portugal, por Decreto de 5 de Setembro de 1855, em favor de D. Francisco Gonçalves Zarco da Câmara, antes 8.º Conde da Ribeira Grande e 2.º Marquês de Ponta Delgada.
Titulares
1. D. Francisco Gonçalves Zarco da Câmara, 8.º Conde e 1.º Marquês da Ribeira Grande, 2.º Marquês de Ponta Delgada.

Após a Implantação da República Portuguesa e o fim do sistema nobiliárquico, usou o título: 
1. D. José Vicente Gonçalves Zarco da Câmara, 12.º Conde e 2.º Marquês da Ribeira Grande.